# Ceresbrunnen (Stuttgart)
Der Ceresbrunnen ist ein Brunnen in der Stuttgarter Markthalle.
1916 wurde die erste Version des Ceresbrunnens, die Ulfert Janssen geschaffen hatte, in die zwei Jahre zuvor errichtete Markthalle eingebaut. Er befand sich an einer der Schmalseiten der Halle zwischen den Treppenaufgängen zur Empore. Dieser erste Ceresbrunnen fiel 1944 den Kriegseinwirkungen zum Opfer, obwohl die Markthalle selbst nicht zerstört wurde.

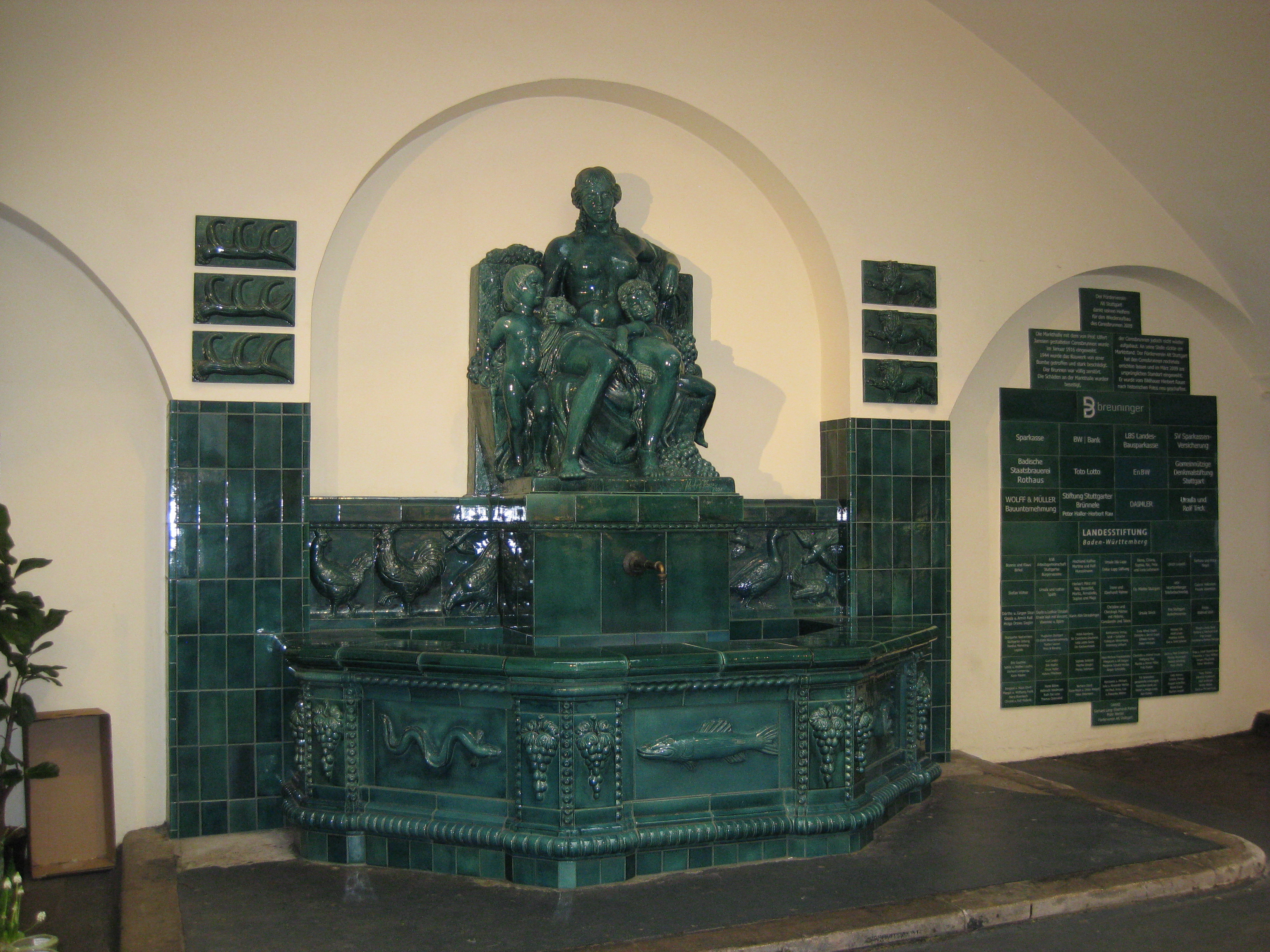
Ceresbrunnen in der Stuttgarter Markthalle

Im Jahr 2003 leitete der Förderverein Alt Stuttgart die Wiederherstellung eines mit Trinkwasser gespeisten Brunnens in der Markthalle ein. 2006 wurde ein Brunnenrohbau an der Stelle des alten Ceresbrunnens in Betrieb genommen. Am 29. März 2009 wurde der von Monke Herbert Rauer geschaffene zweite Ceresbrunnen mit der nach Originalplänen wiederhergestellten Figurengruppe seiner Bestimmung übergeben. 
Trog und Figuren sind in glänzend grünblauer Majolika gearbeitet. Als Brunnenfigur thront die Göttin Ceres, flankiert von zwei Knaben und zahlreichen Weintrauben, in einer flachen Rundbogennische über dem Becken. Links und rechts der Nische sind je drei Platten mit Wappenelementen in die Wand eingelassen; links sieht man die drei Hirschstangen des württembergischen Wappens, rechts die drei schreitenden Löwen aus dem Wappen Baden-Württembergs. 
Das Brunnenrohr ragt aus einem unter dem Sockel der Ceres befindlichen Quader, links und rechts dieses Quaders sind Reliefs mit Geflügelmotiven an der Rückwand über dem Brunnenbecken zu sehen. Die Beckenwände selbst sind mit Fisch- und wiederum mit Traubenmotiven geschmückt.
Die neue Figurengruppe, die in der Majolikamanufaktur in Karlsruhe hergestellt wurde, ist etwa 1,60 Meter hoch und wiegt mehr als 1,5 Tonnen; ihre Aufstellung machte die Abstützung der Kellerdecke der Markthalle erforderlich. Das Mineralwasser, das heute aus dem Brunnenrohr fließt, entspringt in dem städtischen Bauwerk, das an Stelle des im Krieg zerstörten „Königs von England“ errichtet wurde. Die Kosten für die Errichtung und Inbetriebnahme dieses zweiten Ceresbrunnens beliefen sich auf etwa 400.000 Euro, die durch Spenden aufgebracht wurden. Der Brunnen steht als Trinkwasserbrunnen den Besuchern der Markthalle Stuttgart zur Verfügung, ist jedoch wegen vor dem Brunnentrog angeordneter Stufen nicht barrierefrei erreichbar.